# Edmund Howard
Edmund Howard (1478 circa – 19 marzo 1539) terzogenito di Thomas Howard, II duca di Norfolk e la sua prima moglie Elizabeth Tilney, una delle sue sorelle fu Elizabeth Howard, madre di Anna Bolena, seconda moglie di Enrico VIII d'Inghilterra. A sua volta fu padre di Caterina Howard, quinta moglie di Enrico VIII.

## La vita
Edmund Howard nacque attorno al 1478 terzogenito di Thomas Howard, II duca di Norfolk e della sua prima moglie Elizabeth Tilney, da quel matrimonio nacquero in tutto sette figli fra cui il primogenito Thomas Howard, III duca di Norfolk, Edward Howard ed Elizabeth Howard.
Dal secondo matrimonio del padre con Agnes Tylney, cugina della defunta Elizabeth, nacquero altri undici figli fra cui William Howard, I barone Howard di Effingham.
Gli anni della giovinezza Edmund li trascorse a corte e nel 1509 fu fra coloro che organizzarono i festeggiamenti per l'incoronazione congiunta di Enrico VIII d'Inghilterra e Caterina d'Aragona, anche il suo fratello maggiore Thomas divenne una figura preminente a corte, mentre suo fratello Edward divenne uno stretto compagno del sovrano. Edmund invece non parve godere della stessa considerazione e anzi sembra che fosse considerato un uomo alquanto disutile.
I biografi lo descrivono come una sorta di spendaccione che dissipò in fretta il denaro della dote della moglie proveniente da alcune proprietà nel Kent e nell'Hampshire e che dovette darsi alla fuga per evitare i creditori lasciando che i suoi numerosi figli venissero cresciuti dai parenti.
Prima di tutto questo egli fu presente alla Battaglia di Flodden Field del 1513 ed anche al Campo del Drappo d'Oro del 1520 quando fu uno dei combattenti al torneo che vi ebbe luogo.
Nel 1530 o 1531 Edmund si avvalse dell'aiuto di Thomas Cromwell per essere nominato Controller di Calais, carica che detenne fino al 1539, lo stesso anno in cui morì.
Edmund morì il 19 marzo 1539 un anno prima che sua figlia Catherine divenisse Regina d'Inghilterra sposando Enrico VIII d'Inghilterra e la sua vedova Margaret fu tra le dame incaricate di far parte della corte della figliastra che si formò l'anno seguente. Più avanti Margaret si risposò con Henry Mannock che alcuni storici fanno coincidere con Henry Mannox il maestro di musica con cui si vociferò che la figliastra avesse intrattenuto una relazione e che più tardi contribuì alla sua rovina, mentre altri storici ritengono che siano due persone diverse.
Margaret morì il 22 gennaio 1565 e venne sepolta a Streatham.

## Mogli, figli e figliastri
Edmund si sposò una prima volta con Joyce Culpeper (1480 - 1528), già vedova di Ralph Leigh da cui aveva avuto cinque figli:
- John Leigh (morto 1566), dalla moglie Elizabeth ebbe una figlia, Agnes Leigh (morta prima del 1590) che si sposò in prime nozze con Thomas Paston unico figlio vivente di William Paston
- Ralph Leigh (morto prima del 1563)
- Isabel Leigh (1495 o 1497 fino al 1506-16 febbraio 1573), fu una delle damigelle d'onore della sorellastra Caterina e si sposò con Edward Bayntun
- Joyce Leigh
- Margaret Leigh

Insieme Edmund e Joyce ebbero sei figli:
- Henry Howard
- Charles Howard
- George Howard (1519-1580)
- Margaret Howard (1515-10 ottobre 1572) che si sposò con Thomas Arundell
- Caterina Howard che sposò Enrico VIII d'Inghilterra
- Mary Howard

In seconde nozze Edmund si sposò con Dorothy Troyes e infine con Margare Munday, questi due matrimoni non diedero discendenza. 

## Ascendenza
|                                   |                   |                          | Genitori                             |  |  | Nonni |  |  | Bisnonni          |  |  | Trisnonni       |  |
|                                   |                   |                          |                                      |  |  |       |  |  | Sir Robert Howard |  |  | Sir John Howard |  |
|                                   |                   |                          |                                      |  |  |       |  |  | Sir Robert Howard |  |  | Sir John Howard |  |
|                                   |                   | Alice Tendring           |                                      |  |  |       |  |  | Sir Robert Howard |  |  |                 |  |
| John Howard, I duca di Norfolk    |                   |                          |                                      |  |  |       |  |  | Sir Robert Howard |  |  |                 |  |
|                                   |                   | Lady Margaret de Mowbray | Thomas de Mowbray, I duca di Norfolk |  |  |       |  |  |                   |  |  |                 |  |
|                                   |                   | Lady Margaret de Mowbray | Thomas de Mowbray, I duca di Norfolk |  |  |       |  |  |                   |  |  |                 |  |
|                                   |                   | Lady Margaret de Mowbray | Elizabeth FitzAlan                   |  |  |       |  |  |                   |  |  |                 |  |
| Thomas Howard, II duca di Norfolk |                   | Lady Margaret de Mowbray |                                      |  |  |       |  |  |                   |  |  |                 |  |
|                                   |                   | William de Moleyns       | William de Moleyns                   |  |  |       |  |  |                   |  |  |                 |  |
|                                   |                   | William de Moleyns       | William de Moleyns                   |  |  |       |  |  |                   |  |  |                 |  |
|                                   |                   | William de Moleyns       | Margery                              |  |  |       |  |  |                   |  |  |                 |  |
| Katherine de Moleyns              |                   | William de Moleyns       |                                      |  |  |       |  |  |                   |  |  |                 |  |
|                                   |                   | Anne Whalesborough       | Sir John Whalesborough               |  |  |       |  |  |                   |  |  |                 |  |
|                                   |                   | Anne Whalesborough       | Sir John Whalesborough               |  |  |       |  |  |                   |  |  |                 |  |
|                                   |                   | Anne Whalesborough       | Joan Raleigh                         |  |  |       |  |  |                   |  |  |                 |  |
| Edmund Howard                     |                   | Anne Whalesborough       |                                      |  |  |       |  |  |                   |  |  |                 |  |
|                                   | Sir Philip Tilney | Sir Frederick Tilney     |                                      |  |  |       |  |  |                   |  |  |                 |  |
|                                   | Sir Philip Tilney | Sir Frederick Tilney     |                                      |  |  |       |  |  |                   |  |  |                 |  |
|                                   | Sir Philip Tilney | Margaret Rochford        |                                      |  |  |       |  |  |                   |  |  |                 |  |
| Sir Frederick Tilney              | Sir Philip Tilney |                          |                                      |  |  |       |  |  |                   |  |  |                 |  |
|                                   |                   | Isabel Thorpe            | Sir Edmund Thorpe                    |  |  |       |  |  |                   |  |  |                 |  |
|                                   |                   | Isabel Thorpe            | Sir Edmund Thorpe                    |  |  |       |  |  |                   |  |  |                 |  |
|                                   |                   | Isabel Thorpe            | Joan Northwood                       |  |  |       |  |  |                   |  |  |                 |  |
| Elizabeth Tilney                  |                   | Isabel Thorpe            |                                      |  |  |       |  |  |                   |  |  |                 |  |
|                                   |                   | Sir Lawrence Cheney      | Sir William Cheney                   |  |  |       |  |  |                   |  |  |                 |  |
|                                   |                   | Sir Lawrence Cheney      | Sir William Cheney                   |  |  |       |  |  |                   |  |  |                 |  |
|                                   |                   | Sir Lawrence Cheney      | Catherine Pabenham                   |  |  |       |  |  |                   |  |  |                 |  |
| Elizabeth Cheney                  |                   | Sir Lawrence Cheney      |                                      |  |  |       |  |  |                   |  |  |                 |  |
|                                   |                   | Elizabeth Cockayne       | John Cockayne                        |  |  |       |  |  |                   |  |  |                 |  |
|                                   |                   | Elizabeth Cockayne       | John Cockayne                        |  |  |       |  |  |                   |  |  |                 |  |
|                                   |                   | Elizabeth Cockayne       | Ida de Grey                          |  |  |       |  |  |                   |  |  |                 |  |
|                                   |                   | Elizabeth Cockayne       |                                      |  |  |       |  |  |                   |  |  |                 |  |